# Anthony Head
Anthony Stewart Head (ur. 20 lutego 1954 w Camden Town w Londynie) – brytyjski aktor filmowy, telewizyjny i teatralny, także muzyk, najlepiej znany z roli Ruperta Gilesa w amerykańskim serialu Buffy: Postrach wampirów i jako premier z brytyjskiej produkcji Mała Brytania. 

## Życiorys

### Wczesne lata
Urodził się w Camden Town, dzielnicy w północnej części Wewnętrznego Londynu jako młodszy syn brytyjskiego dokumentalisty Seafielda Laurence’a Stewarta Murraya Heada (1919–2009) i aktorki Helen Shingler (1919-2019). Dorastał w Hampton w London Borough of Richmond upon Thames. Studiował w London Academy of Music and Dramatic Art (LAMDA). Jego starszy brat Murray Head (ur. 5 marca 1946) to piosenkarz i aktor, który grał Judasza w oryginalnej wersji Jesus Christ Superstar. Obaj bracia grali rolę Freddiego Trumpera w musicalu Chess (Szachy) w Prince Edward Theatre w Londynie; Murray był obsadzony w 1986 roku, a Anthony w 1989 roku.

### Kariera
Po występie w musicalu Godspell, trafił do telewizji jako Clive Martel w serialu wojennym Wróg u drzwi (Enemy at the Door, 1978). Wystąpił też w kilku innych brytyjskich serialach i filmach, w tym ekranizacji kontrowersyjnej powieści D.H. Lawrence’a Kochanek lady Chatterley (Lady Chatterley's Lover, 1981) z Sylvią Kristel i Nicholasem Clayem czy dramacie sensacyjnym Mike’a Hodgesa Modlitwa za konających (A Prayer for the Dying, 1987) z Mickeyem Rourke i Liamem Neesonem.
Jego dokonania muzyczne to m.in. nagranie płyty Music For Elevators razem z George Sarah. Wystąpił też jako dr Frank N Furter w londyńskiej adaptacji The Rocky Horror Picture Show (The Rocky Horror Tribute Show, 2006). W 1983 roku występował z zespołem Two Way, z którym nagrał 45 singli.
W latach dziewięćdziesiątych zasłynął z roli Ruperta Gilesa, mentora Buffy (Sarah Michelle Gellar) w amerykańskim serialu Buffy: Postrach wampirów.

## Życie prywatne
W 1984 związał się z Sarah Fisher, z którą ma dwie córki: Emily Rose (ur. 15 grudnia 1988) i Daisy May (ur. 17 marca 1991). Zamieszkał razem ze swoją rodziną w Bath w Anglii.

## Filmografia

### Filmy fabularne
- 1981: Kochanek lady Chatterley (Lady Chatterley's Lover) jako Anton
- 1987: Modlitwa za konających (A Prayer for the Dying) jako Rupert
- 2003: Pancho Villa we własnej osobie (TV) jako William Benton
- 2003: I ja tam będę jako Sam Gervasi
- 2005: Gry weselne (Imagine Me & You) jako Ned
- 2006: Scoop – Gorący temat jako detektyw
- 2007: Sweeney Todd: Demoniczny golibroda z Fleet Street
- 2007: Perswazje (TV) jako Sir Walter Elliot
- 2011: Żelazna Dama jako Geoffrey Howe
- 2011: Ghost Rider 2 jako Benedict
- 2011: Seksualni, niebezpieczni jako ojciec Willa
- 2013: Percy Jackson: Morze potworów jako Chiron
- 2013: Piłkarzyki rozrabiają jako Flash (głos)
- 2015: Kot Bob i ja jako Jack Bowen

### Seriale TV
- 1981: Bergerac jako Bill
- 1993: Nieśmiertelny jako Allan Rothwood
- 1995: Nowojorscy gliniarze jako Nigel Gibson
- 1996−2003: Buffy: Postrach wampirów (Buffy the Vampire Slayer) jako Rupert Giles
- 1999: Oni, ona i pizzeria jako dr Staretski
- 2001: Milczący świadek jako Henry Hutton
- 2002: Fillmore! jako prof. Third (głos)
- 2002: Tajniacy jako Peter Salter
- 2002−2003: Manchild jako James
- 2003: Moja rodzinka (My Family) jako Anthony Head
- 2003-2006: Mała Brytania (Little Britain) jako premier, także na deskach teatru
- 2004: Monarch of Glenn jako Chester Gran
- 2004: Nowe triki (New Tricks) jako Sir Tim
- 2005: Moja rodzinka (My Family) jako Richard Harper
- 2006: Hotel Babylon jako pan Machin
- 2006: Doktor Who jako pan Finch (także nagrania audio)
- 2008−2012: Przygody Merlina jako Uther Pendragon
- 2013–2014: Magazyn 13 jako Paracelsus

### Musicale
- 2006: The Rocky Horror Tribute Show (wideo) jako Frank N Furter (na deskach teatru Royal Court w Londynie)[9][10]
- 2008: Repo! The Genetic Opera jako Nathan Wallace/Repo Man
- 2015: Rocky Horror Show Live jako narrator[12]

## Dyskografia
- Music for Elevators z George Sarah (5 lutego 2002, wyd. CMH Records; gościnnie: Joss Whedon, James Marsters, Alyson Hannigan, Amber Benson z serialu Buffy postrach wampirów)
- Buffy Musical Soundtrack (24 września 2002, wyd. Rounder Records)
- Sweet Transvestite (1990 z Rocky Horror Picture Show)
- Zespół Two Way; 2 single "Face in the window\Chinatown" i "All dressed up/Nole me tangere" (1983)
- Chórki na płytach brata; singel "Don't Pay the Ferryman" (1982) z Chrisem de Burghiem